# Savage Dragon
Savage Dragon es un cómic creado por Erik Larsen, publicado por Image Comics. Narra las aventuras de un superhéroe y agente de policía llamado Dragon. La primera aparición del personaje como Dragon fue en el nº 1 de Graphic Fantasy (junio de 1982), y la primera aparición como the Savage Dragon en el n.º 3 de Megatón (febrero de 1986).
Savage Dragon es uno de los dos títulos que se siguen publicando desde la creación de Image Comics, el otro es Spawn. Y es el único que sigue siendo escrito y dibujado por su creador.

## Argumento y personajes
The Dragon es un humanoide grande, con cresta y la piel de color verde cuyos poderes incluyen super-fuerza y regeneración. También tiene amnesia su último recuerdo es despertarse en llamas en un solar en Chicago, Illinois.
- Datos: Q2550937